# 河跡湖公園

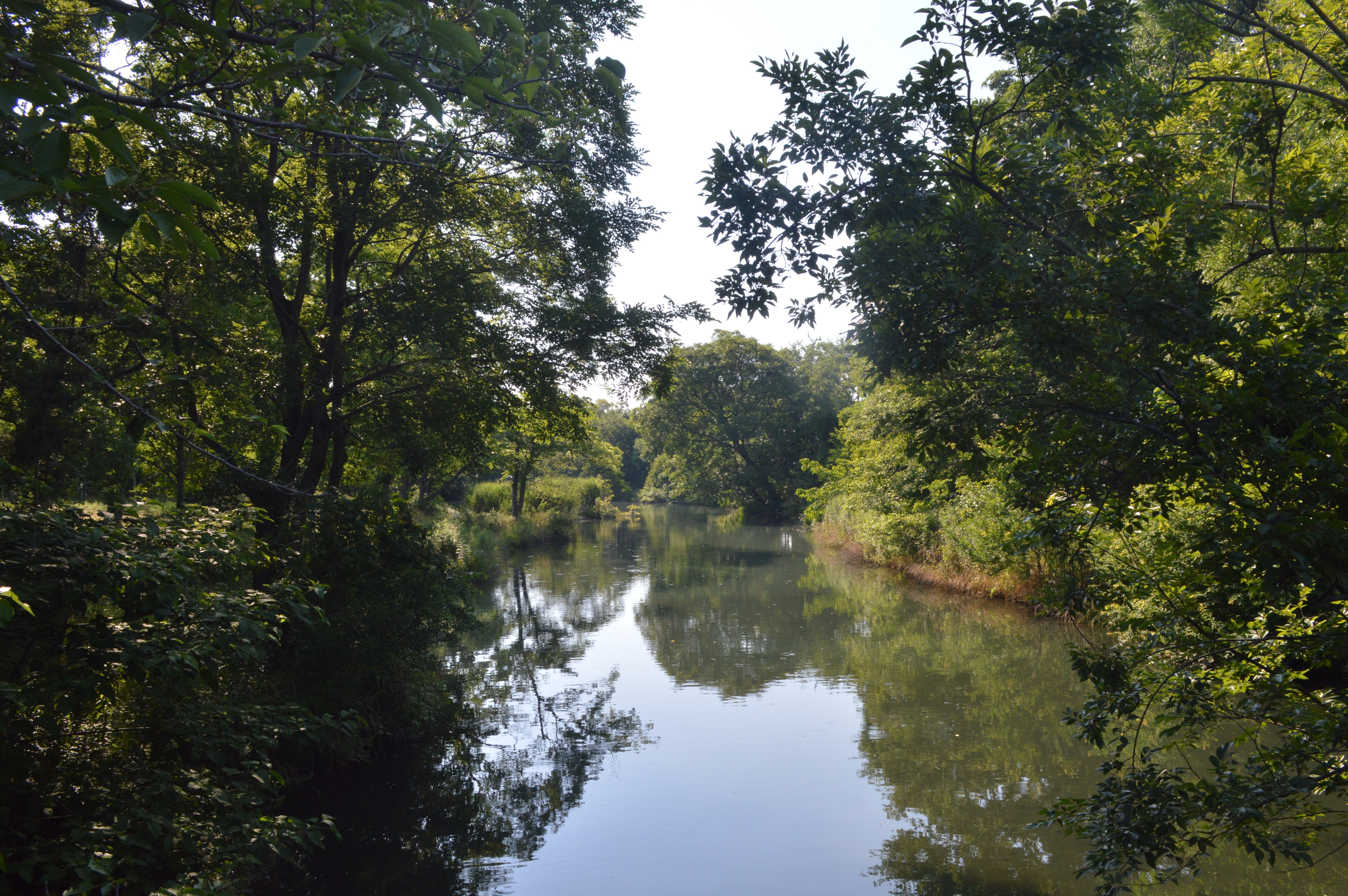
河跡湖公園

河跡湖公園（かせきここうえん）とは、岐阜県各務原市にある公園である。川島松原町・川島河田町・川島松倉町にまたがっている。

## 概要
1923年（大正12年）に廃川となった木曽川の支流の鉄砲川の跡の河跡湖を中心として、河川敷とその周辺を整備した公園である。
1975年（昭和50年）頃に岐阜県羽島郡川島町が公園の整備を計画し、1998年（平成10年）に基本計画がまとまった。2004年（平成16年）に川島町が各務原市に編入された後の2007年（平成19年）、各務原市の「水と緑の回廊計画」の一つとして整備が始まり、2009年（平成21年）3月14日に開園した。
2009年（平成21年）から毎年（例年9月）に河跡湖フェスティバルが開催される。

## 特色
旧鉄砲川流域が公園であり、広さは5.09ha。総延長は約1.5km。東西に細長い公園であり、東端はエーザイ川島工園、西端は木曽川堤防になる。途中で岐阜県道（一宮各務原線・松原芋島線）と市道が通る。
柞下池、三ツ屋池の2つの河跡湖を中心に、周辺の樹木、自然を生かしながら、中高木をふんだんに植栽し、散策路や憩いの広場を設けた公園となっている。また、鉄砲川流域には神社や祠（榎神社、川除大神社、水神社など）があり、公園内からも入ることが可能である。
大きく4つのエリアとなっている。上流域は苗木植樹ゾーンと水遊びの河原。中流域は芝生広場、森の遊び場。柞下池周辺は散策道。三ツ屋池周辺には、旧堤防を利用した散策道と雑木林がある。
駐車場は数箇所に散らばり、計30台分ある。

## 施設など
- 眺望デッキ
- 木製遊具
- スカイロープ
- ストレッチ遊具
- 芝生広場

## アクセス
- 名鉄バス一宮川島線「松倉口」バス停下車。
- 岐阜バス笠松川島線「川島小学校前」「松倉公民館前」バス停下車。
- 各務原市ふれあいバス川島線「西養寺前」「川島小学校前」「松倉公民館前」バス停下車。

※ 上流域に近いのは「松倉口」「松倉公民館前」。中流域に近いのは「川島小学校前」。柞下池・三ツ屋池周辺に近いのは「西養寺前」である。

## 周辺

### 上流域
- 松倉公民館
- 認定こども園川島東こども園
- 川島郵便局
- 各務原市立川島中学校
- 岐阜県道115号一宮川島線　鉄砲川を渡る橋がある。

### 中流域
- 榎神社
- 各務原市立川島小学校
- 雁場橋　鉄砲川に架かる市道の橋

### 柞下池・三ツ屋池周辺
- 川島会館
  - 川島ほんの家
  - 各務原市木曽川文化史料館
- 川島大橋 ※ 架け替えのため通行禁止
- 保連携型認定こども園かわしま育ちの庭
- 幼保連携型認定こども園かわしま学びの庭
- 西養寺
- 岐阜県道180号松原芋島線　鉄砲川を渡る橋（鉄砲橋）がある。